# Dux Britanniarum

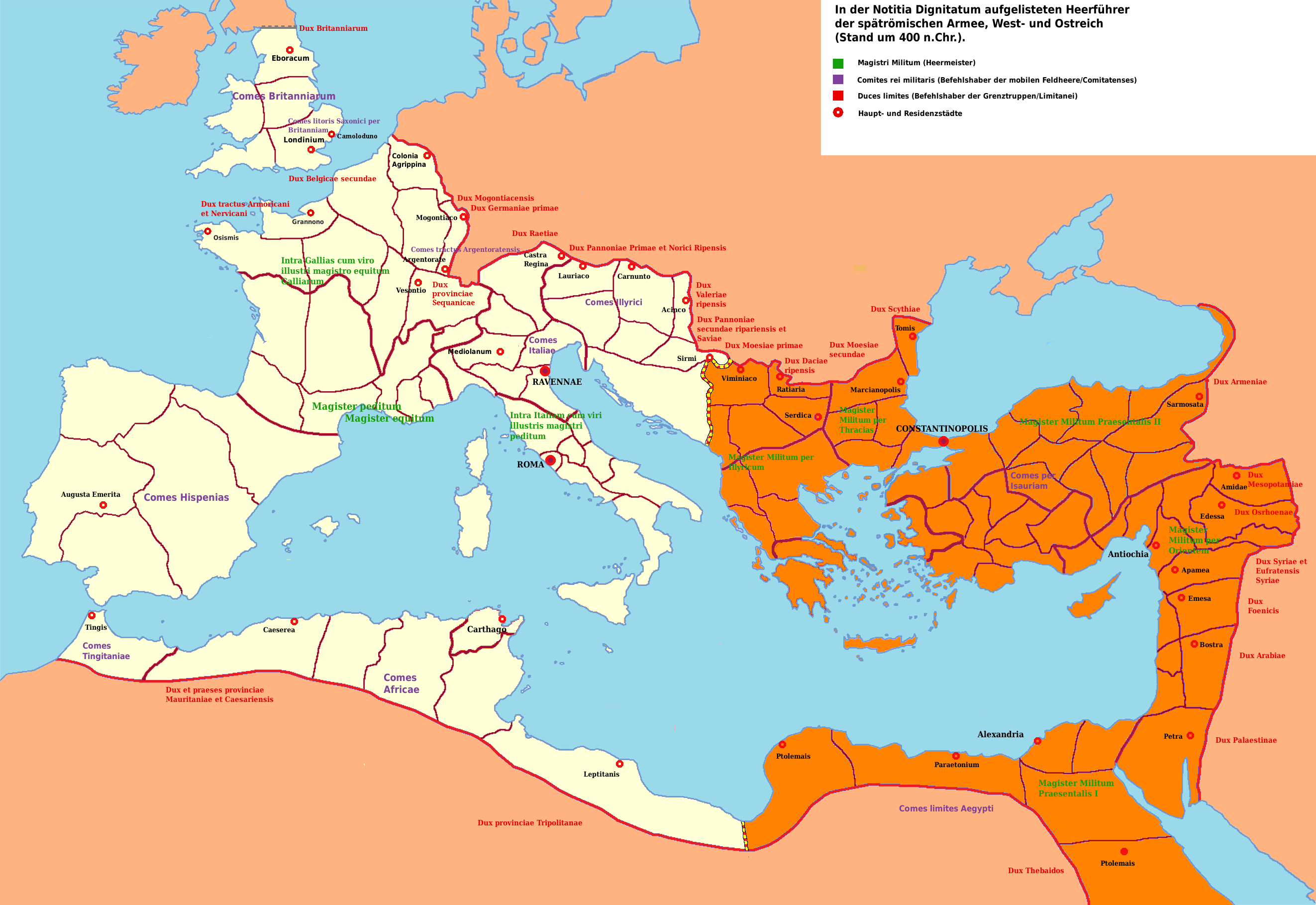
Heerführer der Comitatenses und Limitanei im 5. Jahrhundert n. Chr.

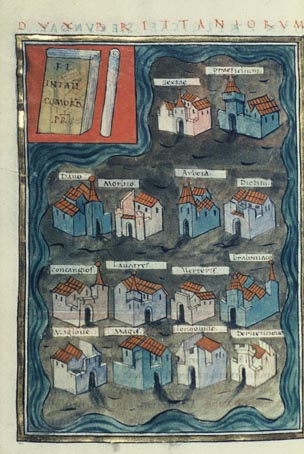
Notitia Dignitatum: Die Kastelle Sextae, Praesidium, Dano, Morbio, Arbeia, Dictum, Concangios, Lavatres, Verteris, Barboniaco, Maglove, Magis, Longovicio und Derventione im Norden Britanniens, die unter dem Kommando des Dux Britanniarum standen

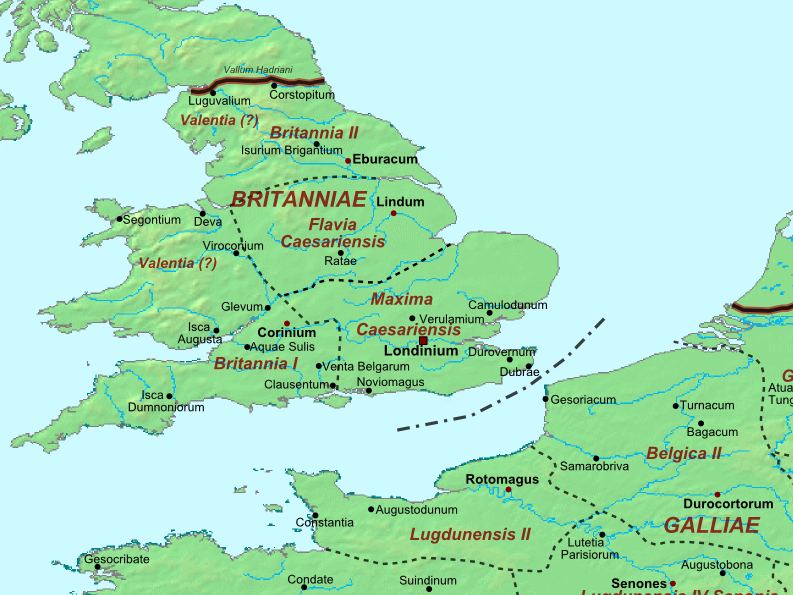
Die spätantiken Provinzen in Britannien (400 n. Chr.)

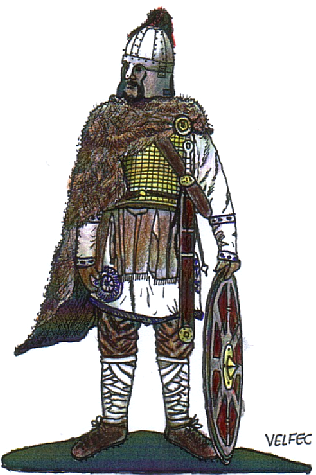
Romano-britischer Offizier in der Ausrüstung des 4. Jahrhunderts n. Chr.
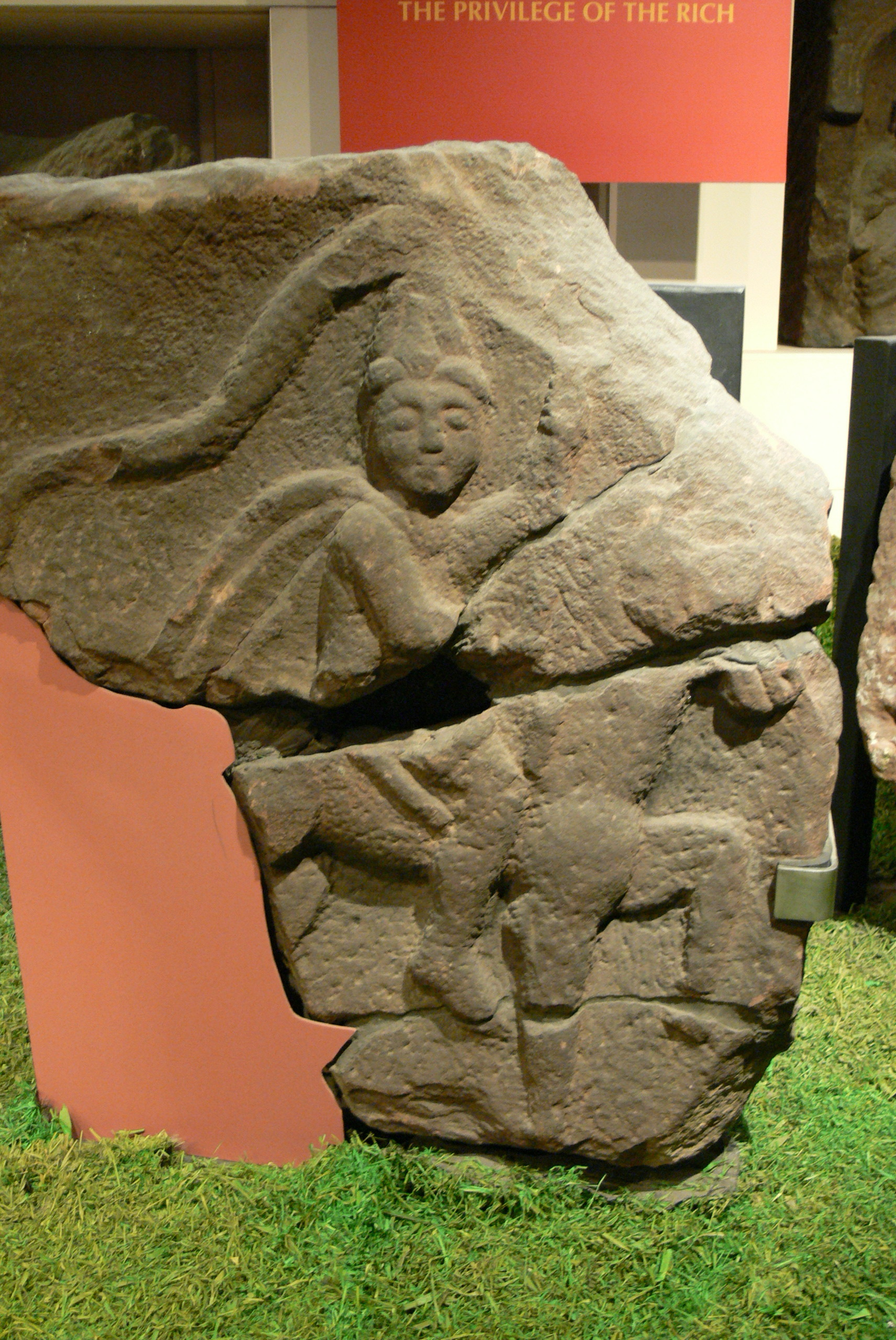
Grabstein eines sarmatischen Draconarius, Grosvenor Museums, Chester

Der Dux Britanniarum (wörtlich: „Herzog/Heerführer der Britannien“, d. h. aller britannischen Provinzen) war ein hoher Offizier in der spätrömischen Armee des Westens in Britannien. Das Amt wurde entweder durch Diokletian oder Konstantin I. im späten 3. oder frühen 4. Jahrhundert n. Chr. eingerichtet.
In der Notitia Dignitatum (ND) werden drei hohe Kommandostellen der Armee in Britannien aufgezählt, neben der des Dux Britanniarum die des
- Comes Britanniarum und des
- Comes litoris Saxonici per Britanniam.

## Definition und Funktion
Am kaiserlichen Hof zählte der Dux zur höchsten Rangklasse der viri spectabiles. Er war im Krisenfall direkt dem Comes Britanniarum verantwortlich. Seine Pflichten beinhalteten den Schutz der Grenze, die Instandhaltung der Befestigungen und Rekrutierung von Soldaten. Zudem war die Versorgung seiner Truppen ein wichtiger Wirtschaftsfaktor in der Nordregion. Der Dux übte wohl großen Einfluss auf die Eliten seines Schutzgebiets aus und genoss aufgrund der großen Entfernung zur Zentralregierung in Ravenna auch eine gewisse Autonomie.
Namentlich bekannte Duces:
- Fullofaudes (bis 367),
- Dulcitius (ab 367),
- Coelius bzw. Coelestinus  (frühes 5. Jahrhundert).[1]

## Kommandobereich
Der Dux Britanniarum war Befehlshaber über die Truppen der Nordregion (Provinzen Britannia secunda und Valentia) und des Hadrianswalles. 
Seine Grenzschutzorganisation (tractus) umfasste die Wallzone samt deren Umland bis zum Fluss Humber im Südosten mit der Stadt (Legionslager) Deva/Chester sowie das heutige Yorkshire, Cumbria und Northumberland bis zum Bergland der Southern Pennines. Sein Hauptquartier befand sich in der Stadt bzw. dem Legionslager von Eboracum. Die in dieser Pufferzone stationierten Soldaten sollten vor allem, den wirtschaftlich wichtigen und wohlhabenden Südosten der Insel vor Angriffen der Stämme des schottischen Tieflands (Pikten) und irischen Plünderern (Scoten) bewahren. Das Problem mit diesem Abschnitt der Notitia ist, dass er wohl unvollständig überliefert wurde.
Dem Dux unterstanden vermutlich drei Militärbezirke (pars):
- pars I, die Garnisonen der Wallkastelle und die der Küstenkastelle in Cumbria,
- pars II, die Garnisonen und Kastelle in Yorkshire (vielleicht auch die Signalstationen an der Küste),
- pars III, möglicherweise alle Garnisonen und Kastelle in Wales.

Letzterer ging entweder über die Jahrhunderte verloren oder die dortigen Grenzschutzeinheiten wurden schon zu einem früheren Zeitpunkt, wahrscheinlich unter der Herrschaft des Magnus Maximus (383–388), von dort abgezogen.

## Verwaltungsstab
Das Officium (Verwaltungsstab) des Dux umfasste folgende Ämter (Officium autem habet idem vir spectabilis dux hoc modo):
- Principem ex officiis magistrorum militum praesentalium alternis annis. (Kanzleileiter, wird jedes Jahr vom Heermeister neu bestellt)
- Numerarios ex utrisque officiis omni anno (Zahlmeister, wird jährlich neu bestellt)
- Adiutorem (Assistent)
- Commentariensem ut supra (Oberbuchhalter und Rechtskundiger)
- Subadiuuam (Hilfskraft)
- Regrendarium (Verwalter)
- Exceptores (Juristen)
- Singulares et reliquos officiales (Leibwächter und sonstige Beamte)

## Truppen
Der unruhige Norden der Insel war stets vom Militär dominiert. Die Soldaten des Dux wurden vermutlich fast ausnahmslos in Britannien angeworben. Die Notitia Dignitatum listet mit den Besatzungen am Hadrianswall (zusammen mit einigen Stützpunkten an der Küste von Cumbria) insgesamt 38 Einheiten unter seinem Kommando auf. Archäologische Funde zeigen, dass aber auch noch andere Einheiten hier stationiert gewesen sein müssen, die in der Notita allerdings nicht genannt werden. Die meisten von ihnen wurden während des 3. Jahrhunderts aufgestellt. Dass die dort erwähnten britischen Heerführer in der Zeit der Abfassung dieses Dokuments alle noch im Amt waren, ist unwahrscheinlich. Die Truppenabzüge der Jahre 383, 401 und 407 hatten die Provinzstreitkräfte dramatisch geschwächt, sodass kaum noch nennenswerte Kontingente auf der Insel gestanden haben können. Zu Beginn des 5. Jahrhunderts sagten sich die britannischen Eliten folgerichtig auch vom Reich los. Lange Zeit hielt man diese Truppenliste aufgrund der relativ großen Anzahl an mittelkaiserzeitlichen Einheitsbezeichnungen in der Forschung für antiquiert und nur deswegen weiter in der Notitia Dignitatum beibehalten, da Britannien offiziell nie von den Römern aufgegeben wurde. Diverse Ausgrabungen bestätigten aber, dass die Lager am Hadrianswall bis ins 4. Jahrhundert – und in einigen Fällen auch darüber hinaus – von Soldaten besetzt waren. Die Truppenliste in der Notitia könnte also bei Redaktionsschluss doch noch auf dem aktuellen Stand gewesen sein (Bestand um 406). Das Amt des Dux dürfte bis 409 bestanden haben.
Alle unten angegebenen Einheiten zählten zu den Limitanei. Einige von ihnen standen auch dem Comes Britanniarum, dem Befehlshaber des mobilen Feldheeres (Comitatenses), zur Verfügung. Die Liste des Dux Britanniarum wurde sicherlich noch vor der des Comes Britanniarum abgeschlossen. Die von den mittelalterlichen Kopisten überlieferte Version dürfte jedoch nicht mehr auf der Erstausgabe der Notitia Dignitatum beruhen, andernfalls müsste dort z. B. noch die Seguntienses aufscheinen, die vorher bei Segontium (heute Caernarfon in Wales) stationiert war, sich aber nur in den Listen des Magister peditum und in den Reihen der illyrischen Feldarmee (Gardeeinheit) findet. Grund dafür ist, dass die Einheiten der britischen Limitanei in den Krisen des frühen 5. Jahrhunderts immer weiter ausgedünnt wurden, um zunächst als Pseudocomitatenses entweder in die britische oder gallische Feldarmee transferiert zu werden.
Im Kapitel XL werden neben dem Verwaltungsstab 14 Präfekten und ihre Einheiten mit ihren Stationierungsorten angegeben. Dann folgen die Garnisonen entlang des Hadrianswalles (item per lineam Valli,) übersetzt in etwa „stationiert entlang der Linie des Walls“, aber nicht immer direkt am Hadrianswall.

## Distributio Numerorum
Die Notitia Dignitatum beinhaltet noch die alten Offiziersränge und Organisationsstrukturen aus der ersten Tetrarchie, die offensichtlich bis zum Zusammenbruch des Westreichs gültig blieben. In der Auflistung der dem Dux unterstellten Einheiten werden folgende Offiziersränge als deren Kommandeure genannt:
- Praefectus: Dieser Rang (= „mit der Verantwortung betraut“) bezeichnete in der spätrömischen Armee sowohl einen Kommandeur einer Kavallerie- oder Flotteneinheit (praefectus classis) als auch einer Infanteriekohorte. In der Kaiserzeit wurden dieser Rang den Kommandeuren der Hilfstruppenkohorten verliehen, die Offiziere der Kavallerieeinheiten bezeichnete man als praefecti equitum. In der mittleren Kaiserzeit befehligte ein Praefectus Kavallerieeinheiten verschiedener Stärke, ala quingenaria (500 Mann) und ala miliaria (1000 Mann). Letzteres kam eher selten vor. In diesem Fall stand ihr Präfekt rangmäßig über den anderen Hilfstruppenkommandanten. Er wurde meist von Angehörigen des Ritterstandes bekleidet, die zur römischen Oberschicht zählten und über den notwendigen Reichtum und Status verfügten, um größere Truppenkontingente zu befehligen. Während der chaotischen Zustände in der Mitte des 3. Jahrhunderts wurden die Aristokraten aus militärischen Positionen entfernt. Anstelle der senatorischen Legati wurden die Legionen nun von einem praepositus agentes vice legati oder praefectus legionis kommandiert, in die nun auch Männer aus den unteren Gesellschaftsschichten befördert werden konnten. Der militärische Rang wurde im späten 4. Jahrhundert n. Chr. abgeschafft, als die römische Armee noch einmal umorganisiert wurde. Praefecti dienten dann u. a. als Generalquartiermeister am Hof des Kaisers. Unter Konstantin I. dem Großen (312–337) wurden auch die vier Prätorianerpräfekten ihrer militärischen Funktionen enthoben, aber sie behielten ihre Justiz- und Finanzzuständigkeiten und zählten zu den höchsten Amtsträgern der Reichsverwaltung.

- Tribunus: Diese Offiziere hatten in der mittleren Kaiserzeit noch einen weit höheren Status als die Militärpräfekten, zum Zeitpunkt der Zusammenstellung der Notitia war das Gegenteil der Fall. Dieser Rang kommt ab der zweiten Hälfte des 4. Jahrhunderts wieder in Gebrauch und bezeichnet meist die Kommandeure der damals schon stark verkleinerten Legionen des spätrömischen Feld- oder Bewegungsheeres.[5] Auch der Kohortenpräfekt bei den Hilfs- und Grenztruppen wurde in der Spätantike vom tribunus abgelöst.[6] Er füllte somit die Funktion eines höheren Truppenoffiziers aus. Tribunen der spätrömischen Armee befehligten eine eigene Einheit oder Untereinheit (Legion, Kohorte, Vexillation oder Numerus). Dabei konnten sie eigenständig oder in einem größeren Heeresverband operieren. Im späten 4. und 5. Jahrhundert war er der gebräuchlichste höhere Offiziersrang und wurde variabel für jeden Kommandanten unterhalb der höchsten Führungsebene verwendet, teilweise auch zusätzlich zu der Bezeichnung praepositus. Als Tribunus vacans („überzähliger Tribun“) konnten Militärtribunen auch ohne eigenes Truppenkommando an einer Schlacht teilnehmen und waren eventuell für Sonderaufgaben eingeteilt. Auch in der römischen Flotte, in der kaiserlichen Leibwache und der kaiserlichen Verwaltung war dieser Rang gebräuchlich. Außerdem wurde er auch an gentiles verliehen, lokale (nichtrömische) Adelige oder Notabeln, die als Anführer verbündeter Volksgruppen (foederati) die Reichsgrenzen sicherten.[6]

Laut der ND Occ. standen dem Dux folgende Einheiten zur Verfügung:

### Kavallerie
| Einheit                                                   | Bemerkung | Abbildung |
| --------------------------------------------------------- | --- | --------- |
|                                                           | Limitanei - Equites (Nordbritannien) |           |
| Praefectus Equitum Dalmatarum, Praesidio                  | Die dort stationierten Reiter waren ursprünglich Angehörige dalmatinischer Stämme. Sie ist eine der zwei Kavallerieeinheiten dieser Provenienz, die in der Notitia für Britannien angeführt sind; die andere stand in der Armee des Comes litoris Saxonici per Britanniam. Die Lage ihres Kastells, Praesidio, ist unsicher. Es wurde in der Forschung vermutet, dass sich der Begriff nicht auf einen bestimmten Ort bezieht, sondern auf das Hauptquartier des Provinzgouverneurs (Praeses) in Eburacum (York). Der Name Präsidium war weit verbreitet und findet sich im gesamten Römischen Reich. Auch im britischen Abschnitt des Itinerarium Antonini (Iter I) wird ein Ort namens Praetorio angegeben, Rivet und Smith entschieden sich dafür es mit Brough-on-Humber (Petuaria) gleichzusetzen, wenn auch unter Vorbehalt. Eine andere Möglichkeit für den Standort des spätantiken Kastells könnte Bridlington an der Nordseeküste sein. Die Küstenerosion war dort jedoch sehr ausgeprägt, was bedeutet, dass die Festung im Laufe der Zeit durch die Gezeiten restlos zerstört worden sein könnte. |           |
| Praefectus Equitum Crispianorum, Dano                     | Das Kastell Dano oder Danum stand im heutigen Doncaster. Obwohl keine Inschriften dieser Einheit erhalten geblieben sind, kann dies daran liegen, dass sie vor Zusammenstellung der Notitia unter einem anderen Namen in den Truppenlisten registriert war. Sie könnte nach Crispus benannt worden sein, dem ältesten Sohn Konstantins I. Er wurde auf Grund einer angeblichen Verschwörung im Jahre 326 auf persönliche Anordnung des Kaisers hingerichtet. Die Beibehaltung seines Namens in dieser Einheit zeigt, dass er wohl nicht unter die ansonsten im Reich rigoros gehandhabte damnatio memoriae (Nichtgedenken/Auslöschung) fiel. Realistischer ist jedoch, dass sie nach Crispiana benannt wurden, einer Stadt an der oberen Donau in der Provinz Pannonia. Ein weiterer, wenig wahrscheinlicherer, Kandidat wäre Crispitia, ein Kastell am Unterlauf der Donau, wo die Auxilium Crispitienses, Armee des Dux Daciae ripensis (Ostreich), stationiert waren. |           |
| Praefectus Equitum catafractariorum, Morbio               | Diese Panzerreitereneinheit stand möglicherweise im heutigen Piercebridge, oder um Greta Bridge im County Durham. Sie zählt zu jenen drei Kataphrakteneinheiten, die – abgesehen von den der Scholae palatinae (Garde) – im Westen erwähnt werden. Sie wird auch nicht in der Armee des Magister Equitum verzeichnet, da sie wohl eine Zeitlang in den Reihen der Limitanei des Dux stand. Die zwei anderen, die in der Notitia verzeichnet sind, befanden sich in der östlichen Hälfte des Reiches. Die Equites Catafractarii Iuniores befanden sich als Comitatenses in der Feldarmee des Comes Britanniarum und wurden ihr wohl erst relativ spät zugeteilt. Anscheinend waren sie im frühen 5. Jahrhundert die einzigen gepanzerten Reiter auf der abgelegenen Insel. Sehr wahrscheinlich handelt es sich wohl um ein und dieselbe Einheit. Wenn eine Iunioreseinheit existierte, muss es aber auch eine Seniorestruppe gegeben haben, obwohl in der Notitia keine solche zu finden ist. Nur ein Grabstein aus Lyon erwähnt einen NUM(ero) EQ(uitum) CATAF(ractariorum) SEN(iorum). Aus Britannien sind bis dato keine Inschriften dieser Equites Catafractarii bekannt. Dies kann daran liegen, dass sie vor der Zusammenstellung der Notitia einer anderen Einheit angehörten oder einfach nicht lange genug dort stationiert war, um einen Altar oder irgendwelche anderen epigraphischen Aufzeichnungen zu hinterlassen. |           |
| Cuneus Sarmatarum, Bremetenraco (kein Offizier angegeben) | Eine Kavallerieeinheit, die sich aus Angehörigen der Sarmaten rekrutierte. Epigraphische Beweise für eine sarmatische Kavallerieeinheit in Britannien liefern zwei Inschriften. Aus dem Jahr 241 ist weiters eine Inschrift des N (umerus) EQ (uitum) SAR [m (atarum)] BREMETENN (acsensium ) bekannt. Genau dort, wo laut der Notitia dignitatum der cuneus sarmatarum stationiert war. Heute Ribchester in Lancashire. Allerdings liegt es viel weiter im Süden und 100 Kilometer vom Hadrianswall entfernt. |           |
|                                                           | Limitanei - Alae (Hadrianswall) |           |
| Tribunus Alae Petrianae, Petrianis                        | Ihr Kastell stand beim heutigen Stanwix. Es war das größte Militärlager am Hadrianswall. Die Einheit ist aus anderen Quellen noch als Ala Gallorum Petriana milliaria civium Romanorum et torquata bekannt. Sie war die einzige bekannte 1000 Mann starke Kavallerieeinheit in Britannien. Ein dort aufgefundener Grabstein stellt einen Reiter dar, der einen großen ovalen Schild trägt. Unglücklicherweise sieht man nur die Innenseite, so dass die Schildbemalung an der Außenseite nicht zu erkennen ist. |           |
| Praefectus Alae primae Asturum, Conderco                  | Das erste Schwadron der Asturer waren ursprünglich in der spanischen Region Asturien rekrutiert worden und zählte zu den Hilfstruppen. Ihr Kastell stand im heutigen Benwell, etwas westlich von Newcastle-upon-Tyne gelegen. Der letzte epigraphische Hinweis dieser Einheit stammt aus der Zeit zwischen 205 und 209 n. Chr. Der Fund einer Grabinschrift aus Arbeia (South Shields) könnte bedeuten, dass sie auch dort stationiert war, aber diese Annahme muss mit Vorsicht behandelt werden, da sie für den Freigelassenen (libertus) eines ihrer Reiter gesetzt wurde. Ein Grabstein aus Alcalá del Río (Ilipa) in Südspanien berichtet, dass der Verstorbene mit der Ala I Asturum in Britannien gedient hat, obwohl unklar ist, zu welcher Zeit er dort stationiert war. Die jüngste – sicher datierbare – Inschrift dieser Einheit aus Benwell wurde im Jahr 238 in den Stein gemeisselt. Ziemlich sicher belegte sie das Kastell auch über das gesamte 3. und 4. Jahrhundert, da sie an diesem Standort auch noch in der Notitia aufgelistet wird. |           |
| Tribunus Alae secundae Asturum, Cilurno                   | Das Kastell der zweiten Schwadron der Asturer stand im heutigen Walwick-Chesters in Northumberland. Sie scheint spätestens 184 dort stationiert worden zu sein und wird noch in einigen anderen Inschriften von diesem Ort erwähnt. Ein Grabstein aus Chesters zeigt den Verstorbenen mit erhobenem Schwert auf seinem Pferd reitend. Leider ist sein Schild dort nicht abgebildet. Wie die Ala I Asturum wurde auch diese Einheit ursprünglich im spanischen Asturien rekrutiert. |           |
| Tribunus Alae Sabinianae, Hunno                           | Diese Einheit ging wohl aus der Ala I Pannoniorum Sabiniana hervor, ein Kavallerieregiment der Hilfstruppen. Ihr Hauptquartier, das Wallkastell Hunno (oder Onnum), stand beim heutigen Halton Chesters in Northumberland. Sabiniana bezieht sich entweder auf das italische Volk der Sabiner oder auf ihren ersten Kommandeur, Sabianus, wie z. B. T. Pomponius Petra bei der Ala Petriana. Wer dieser Sabianus war, ist jedoch nicht bekannt. Eine Inschrift aus Savaria (Szombathely in Ungarn) liefert eine vage Spur zu ihm, sie nennt als Stifter den T. Cnorius Sabinianus ein EX PRAEF ALAE CONTARIO, d. h. ein Präfekt einer Lanzenreitereinheit. Im Gegensatz dazu bezieht sich Pannoniorum eindeutig auf die Provinz Pannonien, in der die Einheit vermutlich ursprünglich aufgestellt worden war. Eine Inschrift des frühen 3. Jahrhunderts aus Halton Chesters bezieht sich auf den Bruder eines Soldaten der dort stationierten Garnison der aus der westlichen Nachbarprovinz Noricum stammte. Es zeigt, dass die Verbindungen in diese Region – bis zu diesem Zeitpunkt – noch nicht vollständig verloren gegangen waren. Die Einheit war möglicherweise auch in der Provinz Hispania stationiert, bevor sie nach Britannien versetzt wurde. Ein Grabstein aus Aldeia Nova, Portugal, könnte ein Hinweis darauf sein. Wie bei allen in der Notitia genannten Limitaneieinheiten wird auch das Schildzeichen der Ala Sabiniana dort nicht dargestellt. Es wurde jedoch ein Bleisiegel gefunden (AL(a)E SAB), auf dessen Rückseite ein Adler eingeprägt wurde. Dieser bezieht sich wohl auf eine Legionärseinheit. Bemerkenswert ist, dass auch die Sabini, Auxilia palatina in der Armee des Comes Italiae, als Schildzeichen vermutlich einen Adler führten. Da diese beiden Einheiten sehr ähnlich klingende Namen haben, könnte man daraus die Schlussfolgerung ziehen, dass die in Hunno stationierte Einheit auf ihren Schildern ebenfalls Adler aufgemalt hatten. |           |

### Infanterie und Flotte
| Einheit                                                      | Bemerkung | Abbildung |
| ------------------------------------------------------------ | --- | --------- |
|                                                              | Nordbritannien |           |
|                                                              | Limitanei |           |
| Praefectus Legionis sextae                                   | Ursprünglich eine der Stammlegionen Britanniens, die Legio VI in Eburacum/York. Interessanterweise scheint sie in der Spätantike keine feste Garnison mehr gehabt haben. Man würde zudem erwarten, dass diese Legion (ihr voller Name lautete Legio VI Victrix Pia Fidelis Britannica) zu dieser Zeit immer noch in York stationiert ist. Ihre Abwesenheit kann jedoch ein Hinweis darauf sein, dass die Einheit gerade an einen anderen Standort verlegt worden war, noch während die Liste des Dux Britanniarum in der Notitia Dignitatum zusammengestellt wurde. Möglicherweise steht die Legio VI. auch in Zusammenhang mit den historisch ansonsten nicht fassbaren Primani iuniores in der Armee des Comes Britanniarum. Wie bei allen Limitanei-Einheiten in der Notitia wurde ihr Schildzeichen nicht überliefert. |           |
| Praefectus Numeri directorum, Verteris                       | Beim Kastell Verteris handelt es sich um das heutige Brough-under-Stainmore in der ehemaligen Grafschaft Westmorland, nun Cumbria. Der dortige normannische Wohnturm (Keep) wurde an der Stelle der ehemaligen römischen Festung errichtet. Der Name dieser Einheit ist nur schwer zu entschlüsseln; er könnte die Einheit der Aufrechten oder die Einheit, die gegenwärtig in Verteris stationiert ist, bedeuten. Dort aufgefundene Bleisiegel aus dem 3. Jahrhundert nennen die Cohors VII Thracum. Dass diese von einem Präfekten befehligt wurden, passt nicht ins spätantike Bild, da zur Zeit der Notitia, Hilfstruppenkohorten generell von Tribunen kommandiert wurden. Die Cohors VII Thracum ist durch Militärdiplome für Britannien gut belegt (zumindest im zweiten Jahrhundert) solche Diplome wurden aber im 3. Jahrhundert größtenteils gar nicht mehr ausgestellt. In der Notitia wird die Cohors überhaupt nicht erwähnt, sie könnte aber in der Cohors I Cornoviorum (Standort Pons Aelius) aufgegangen sein. |           |
| Praefectus Numeri exploratorum, Lavatres                     | Diese Soldaten wurden als Aufklärer eingesetzt. Wahrscheinlich ursprünglich ebenfalls eine gallische Einheit der Pseudocomitatenses mit dem Magister Equitum per Gallias als Oberbefehlshaber. Eine Truppe mit gleicher Funktion stand dem Comes litoris Saxonici per Britanniam zur Verfügung und lag in Portus Adurni (Portchester) in Garnison. Das Kastell Lavatres stand im heutigen Bowes in Yorkshire, Grafschaft Durham; ein normannischer Turm wurde später dort an der Stelle der römischen Festung errichtet. Die in Portus Adurni stationierte Einheit scheint aber keine Vexillation der o.a. Truppe zu sein. Epigraphische Quellen geben noch zwei andere Einheiten von Exploratores für Britannien an: einen N (umeri) EXPLOR (atorum) BREMEN (iensium) auf einem, in Bremenium (High Rochester) aufgefundenen Altar; und eine Einheit von EXPL [oratores Habitacenses] auf einer Widmung von 209 n. Chr. aus Habitancum (Risingham). Letztere wird auch als [n] UME [rum e] XPLOR [ator (um)] bezeichnet. Welche dieser beiden Einheiten der in der Notitia angegebenen entspricht ist unklar. Die Bowes-Einheit wurde außerdem von einem Präfekten angeführt, was für eine Infanterietruppe der Hilfstruppen ungewöhnlich wäre. Sie könnte von einer teilberittenen Einheit, der Cohors I Aelia Hispanorum milliaria equitata abstammen. Die Notitia erwähnt ansonsten nur noch zwei weitere Einheiten von Exploratores: die Männer unter dem Praefectus militum exploratorum in der Armee des - Dux Moesiae primae (Ostreich) und eine weitere solche Einheit unter dem - Dux Daciae ripensis (Ostreich). |           |
| Praefectus Numeri defensorum, Barboniaco                     | Defensores bedeutet „Verteidiger“, stationiert war die Truppe in Bravoniacum (heute Kirkby Thore in Cumbria). Epigraphische Aufzeichnungen belegen, dass dort für einige Zeit auch eine Kavallerieeinheit stand. Defensores würde allerdings nicht zu einer Kavallerieeinheit, einer klassischen Angriffstruppe, aber schon eher zu Infanteristen passen. In der Tat zählen von den fünf anderen in der Notitia aufgeführten Defensores-Einheiten vier nachweislich zur Infanterie: - die Defensores unter dem Magister militum praesentalis I (Ostreich), - die Armigeri Defensores seniores, - die Defensores seniores und - die Defensores iuniores, alle drei in der gallischen Armee des Magister Equitum per Gallias und - die Milites Defensores unter dem Dux Mogontiacensis. Angesichts der Tatsache, dass die Defensores seniores und die Defensores iuniores zu den Pseudocomitatenses zählten, ist es durchaus möglich, dass der Numerus in Barboniaco mit einer dieser Einheiten gleichgesetzt werden kann, während die andere durchaus ein und dieselbe sein könnte wie die Defensores des Dux Mogontiacensis, stationiert im Kastell Confluentibus (Confluentes, heute Koblenz). |           |
| Praefectus Numeri Solensium, Maglone                         | Diese Einheit könnte laut Arnold Hughes Martin Jones der Rest der Legio XX Valeria Victrix gewesen sein. Kastell Maglone, das Hauptquartier dieses Numerus, stand im heutigen Old Carlisle in der Grafschaft Cumbria, nicht zu verwechseln mit der etwa 17 km entfernten Stadt Luguvalium (Carlisle). Der Namensbestandteil Solensium bezieht sich auf Sol Invictus, den „unbesiegten Sonnengott“, der Schutzgottheit des Kaisers im Westen, Constantius Chlorus. Sein Sohn und Nachfolger Konstantin I. stellte sich ebenfalls unter seinen Schutz, bevor er später zum Christentum konvertierte. Wahrscheinlich wurde die Einheit am Ende des 3. Jahrhunderts umbenannt. In der Notitia tragen noch zwei andere Legionen diesen Ehrennamen: die - Solenses seniores und die - Solenses Gallicani, beide in der Armee des Magister militum per Thracias (Ostreich). Die britische Einheit könnte damals aber auch neu aufgestellt worden sein, vielleicht von Constantius Chlorus oder seinem Sohn, aber da die anderen in der Notitia erwähnten Solenses-Einheiten Legionärsformationen sind, wäre es in diesem Fall fast sicher, dass alle drei Abteilungen von derselben Legion abstammen, eben vielleicht aus der Legio XX. Diese zählte zu den drei Stammlegionen Britanniens. Sie ist allerdings die einzige, die nicht mehr in der Notitia aufscheint. Der letzte Beweis für ihre Existenz ist die Darstellung des Legionsemblems auf den Münzen des Usurpators Carausius. Dessen Nachfolger Allectus wurde hundert Jahre vor der ersten Zusammenstellung der Notitia von Constantius Chlorus besiegt und abgesetzt. Ob Carausius die Legion in sein Münzprogramm aufgenommen hat, um sich ihrer Loyalität zu versichern oder um zu zeigen, dass sie ihm treu ergeben war, ist heute – mangels anderer Quellen – unbeweisbar. Da eine der anderen britischen Stammlegionen, die Legio VI, nicht auf seinen Münzprägungen aufscheint, deutet alles auf den Versuch hin, die Loyalität der Zwanzigsten durch Geldgeschenke zu erkaufen, die Sechste könnte sich Carausius freiwillig angeschlossen haben. Beide Theorien könnte eine Umbenennung der Legio XX in die Solenses erklären. Wenn ihre Soldaten Carausius die Gefolgschaft verweigerten und der Zentralregierung treu blieben, wurde er ihnen wohl unter den Constantinen als Ehrennamen zugestanden, da diese sicher bestrebt waren alle Spuren der Usurpatoren so weit wie möglich zu beseitigen um ihre Herrschaft über die Insel zu festigen. In der Notitia finden sich aber auch noch zwei andere Einheiten, die nach Usurpatoren benannt worden sind. Wahrscheinlicher ist jedoch eine Umbenennung nach der Rebellion. Beachte auch, dass in der Notitia zwei Einheiten der Limitanei-Kavallerie ebenfalls als Ehrennamen den Gott Sol führten: der - Cuneus Solensium unter dem Dux Scythiae (Ostreich) und ein weiterer - Cuneus Solensium unter den Dux Moesiae secundae (Ostreich). Der Numerus in Maglone wurde von einem Präfekten angeführt, dies könnte bedeuten, dass es sich bei ihr ebenfalls um eine ursprüngliche Kavallerieeinheit handelte und zwar um diejenige, die auf vielen Inschriften aus Old Carlisle gefunden wurden, die Ala Augustae ob virtutem appellata. Da fast alle bekannten Inschriften der Ala aus Old Carlisle stammen (die letzte datierbare, RIB 897, stammt aus dem Jahr 242), scheint es gut möglich, dass sie später im Numerus Solensium aufgegangen ist. |           |
| Tribunus Alae primae Herculeae, Olenaco                      | Ihr Kastell stand beim heutigen Elslack, North Yorkshire. Der Ort liegt ebenfalls über 100 km südlich des Hadrianswalls. Die Herkunft dieser Einheit kann nicht mit Sicherheit bestimmt werden. Diesbezügliche Inschriften aus diesem Kastell sind nicht bekannt. Sie könnte aus der Reiterabteilung einer alten Cohors equitata hervorgegangen sein. Möglicherweise wurde sie in der ersten Tetrarchie von ihrer Stammkohorte abgetrennt und in die Armee des Kaisers im Westen, Marcus Aurelius Valerius Maximianus Herculius, eingereiht. In diesem Fall gibt es drei Möglichkeiten für das weitere Schicksal der Infanteristen: Die erste ist, dass die Einheit aufgelöst wurde und ihre Soldaten in eine der neuen Legionen transferiert wurden, die zu dieser Zeit gegründet wurden, wie z. B. die Solenses oder vielleicht auch die Legio I Flavia Constantia. Die zweite Möglichkeit besteht darin, dass sie umbenannt wurde, obwohl dies weniger wahrscheinlich ist, da man in diesem Fall erwarten kann, dass sie dann als Cohors prima Herculea weiterexistiert hätte. Die dritte Möglichkeit besteht darin, dass die Infanterieeinheit einfach ihren alten Namen beibehielt. Angesichts des wahrscheinlichen Zeitpunkts ihrer Gründung würde man erwarten, dass sie dann in der Notitia als Numerus aufscheint. Dementsprechend ist die wahrscheinlichste Option für diese Einheit nicht die Umbenennung einer alten Cohors equitata, sondern die Aufstellung einer neuen Ala. Man vermutet daher, dass die Ala Gallorum Sebosiana in der Spätantike zur Ala prima Herculea mutierte. In der Notitia gibt es noch andere Herculi-Einheiten. Die Aalae Herculeae, stand in der Provinz Tingitania, in der Armee des Comes Tingitaniae. Sie stammt aber wahrscheinlich ebenfalls – von einer afrikanischen Cohors abkommandierten – Reitern ab. |           |
| Praefectus Numeri barcariorum Tigrisiensium, Arbeia          | Übersetzt „eine Schar Fährleute vom Tigris“, stationiert im Kastell und Nachschubdepot von Arbeia, heute South Shields. Das ursprüngliche Rekrutierungsgebiet dieser Einheit war offenbar eine Region entlang der Ufer des Tigris, die aber nicht mehr Teil der römischen Provinz Syria war. Barcariorum bezieht sich auf einen Bootstyp, Barcarius, mit dem die Einheit vermutlich ihren Dienst betrieben hatte. Angesichts des Standortes der Einheit, der sich in der Nähe der Mündung des Tyne in die Nordsee befindet, erscheint dies auch nicht abwegig. Der Oberlauf des Tigris in Mesopotamien war im frühen im 4. Jahrhundert noch von Rom besetzt, ging aber zu dem Zeitpunkt, als die Notitia erstmals zusammengestellt wurde, wieder an die Perser verloren. Es wäre auch möglich, dass die Einheit mit den Equites Syri des Comes Britanniarum in Zusammenhang steht: Der Tigris fließt im östlichen Syrien, und ein Grabstein, der in Arbeia gefunden wurde, wurde anlässlich des Todes einer Britin gesetzt, deren Ehemann aus Palmyra in Syrien stammte und möglicherweise in diesem Numerus diente. Außerdem könnte der Steinmetz ebenfalls ein Palmyrener gewesen sein. Es wäre jedoch, gelinde gesagt, äußerst ungewöhnlich, dass sich ausgerechnet Kavalleristen als Flussschiffer betätigten. Eine Inschrift aus Lancaster, nennt ebenfalls einen N(umerus)BARC(ariorum) und ihren Kommandanten, einen Praepositus. Dass der befehlshabende Offizier des Numerus wieder als Präfekt genannt wird, scheint auszuschließen, dass es sich bei der Einheit um eine Infanterieeinheit der Hilfstruppen handelte, unterscheidet jedoch nicht weiter zwischen dem Kavallerie-, Legions- oder Marinestatus. In Anbetracht der ausdrücklichen Nennung von Booten scheint die Abstammung von einer Marineeinheit als am wahrscheinlichsten. Die beiden anderen in der Notitia aufgeführten Barcarii-Einheiten wurden ebenfalls von Präfekten kommandiert: Die Flottille - Classis Barcariorum unter dem Magister peditum in Ebruduni (Eburodunum?), heute Yverdon-les-Bains am Neuenburgersee, und der - Numerus barbaricarii (vermutlich barcariorum , von den karolingischen Kopisten falsch überliefert), stationiert in der Armee des Dux Raetiae in Confluentibus (Konstanz?) und Brecantia (Brigantium; Bregenz am Bodensee). Welche Art von Schiffen die Barcarii waren, ist unklar; vielleicht die vom Chronisten Ammianus Marcellinus beschriebenen Navis Iusoria, leichte Flußkampfschiffe, die auch für den Transport von Truppen eingesetzt werden konnten. |           |
| Praefectus Numeri Nerviorum Dictensium, Dicti                | Vermutlich eine Einheit der keltischen Nervii, stationiert im Kastell Dictum. Wo letzteres stand, ist ungewiss; es könnte das heutige Wearmouth in der Grafschaft Sunderland gewesen sein. Die Ordnungsnummer wird jedoch nicht angegeben – im Gegensatz zu den Männern unter dem Tribunus cohortis tertiae Nerviorum und dem Tribunus cohortis sextae Nerviorum – den zwei anderen Nerviiereinheiten in der Armee des Dux. Es könnte bedeuten, dass sie ursprünglich als Vexillation einer der Einheiten in Britannien nach Dicti versetzt wurde. Da sie von einem Präfekten angeführt wurden, impliziert, dass sie vorher entweder Legionäre oder Reitersoldaten (equitata) waren. In der Notitia wird zwar eine Einheit nervischer Legionäre verzeichnet, eine palatinische Einheit, die im östlichen Reich ansässig war und somit als Stammeinheit des Numerus Nerviorum Dictensium eher unwahrscheinlich ist. Wahrscheinlicher aber ist, dass der Numerus von einer der britischen Kohorten abstammt. Es ist jedoch auch bekannt, dass keine der fünf – für Britannien nachgewiesenen – Nervierkohorten (I, II, III, IV, VI) Equites waren. Es gibt jedoch noch eine andere Möglichkeit. Die Cohors prima Nervia Germanorum milliaria equitata wird auf einem Militärdiplom vom 17. Juli 122 und auf mehreren (undatierten) Inschriften aus Burgh-by-Sands, Netherby und Birrens angegeben. Eine Mutation des Einheitennamens Nervia (häufiger Nervana) zum Nerviorum der Notitia (via Nervii) wäre durchaus plausibel. Wenn sie tatsächlich von dieser Einheit abstammt, wäre ihr Name aber eher auf den Kaiser Nerva (96–98) zurückzuführen und nicht auf den in der Provinz Belgica ansässigen Stamm der Nervii. |           |
| Praefectus Numeri Longovicanorum, Longovicio                 | Dieser Numerus ist eine von vielen Beispielen in der Notitia die einfach unter dem Namen ihres Garnisonortes angeführt werden, anstatt mit Ordnungsnummer, Stammesbezeichnung o.a. In diesem Fall lag sie im Kastell Longovicium (Lanchester in der Grafschaft Durham). Sie stammt höchstwahrscheinlich von einer Hilfstruppenkohorte, der Cohors I Lingonum equitata ab. Die Lingonen waren ein in Gallien ansässiger Stamm, die im Gebiet um das heutige Langres in Frankreich siedelten (die Civitas Lingonum, das in der Notitia Galliarum als Teil der Provinz Lugdunensis I angegeben wird); Die Einheit wurde vermutlich ursprünglich dort rekrutiert. Zwar haben auch noch andere Einheiten in Lanchester Inschriften hinterlassen, diese sind jedoch nicht so zahlreich wie die der Lingonenkohorte. Präfekten befehligten für gewöhnlich Legionäre, Kavallerie- oder Marineeinheiten anstelle von Hilfstruppeninfanterie. Eine der Inschriften vor Ort, datiert auf ungefähr 200 n. Chr., nennt als Kommandeur noch einen Tribunen. Die Cohors I Lingonum equitata in Lanchester wurde im Laufe der Zeit sowohl von Offizieren im Range eines Tribunen als auch von Präfekten kommandiert, wie noch einige andere epigraphische Zeugnisse von dort bestätigen. Man glaubt, dass ihre Reiterabteilung von einem Präfekten befehligt wurde. Die Reiter wurden vielleicht später von den Infanteristen – als eigene Truppe – abgetrennt, wahrscheinlich im Zuge der Armeereformen im späten 3. und frühen 4. Jahrhundert. Alternativ könnte die Einheit aber auch in eine Kavallerieeinheit umgewandelt worden sein, wie z. B. die Männer unter dem Praefectus numeri Maurorum Aurelianorum. Vgl. auch die am Hadrianswall stationierten Cohors II und IV Lingonum, die von Tribunen kommandiert wurden. Eine der interessantesten Inschriften aus Lanchester enthält die Textpassage VEX SVEBORVM LON GOR, er nennt eine Vexillation der Suebianer, die vermutlich ein Teil der Cohors I Lingonum waren; Letztere werden als LON(gones) angegeben, so wie der Eintrag in der Notitia. Die Sueben hingegen waren Germanen. |           |
| Praefectus Numeri Vigilum, Concangios                        | Übersetzt „eine Schar Wächter“, ein weiterer epigraphischer Beweis für die Anwesenheit dieser Einheit ist ein Ziegelstempel mit den Buchstaben NV aus Chester-le-Street, das ehemalige Kastell von Concangios Ihr befehlshabender Offizier ist ein Präfekt, das könnte bedeuten, dass der Numerus aus einer Legion oder Kavallerieeinheit hervorging. Andere an diesem Ort gefundene Ziegelstempel trugen den Aufdruck N CON, was als Numerus Concangensium aufgelöst wurde. Dies war jedoch ebenfalls nicht sehr hilfreich, da es nur „die Einheit in Concangis“ bedeutet. Die Inschrift des einzigen dort aufgefundenen Weihealtars stammt aus dem Jahr 216 n. Chr. und erwähnt Reitersoldaten (EQ[uitum]). Da er jedoch fast zweihundert Jahre vor der ursprünglichen Zusammenstellung der Notitia angefertigt wurde, ist es sehr wahrscheinlich, dass die Einheit, in der diese Soldaten gedient haben, im 4. Jahrhundert gar nicht mehr existierte oder längst woanders hin verlegt worden war (vorausgesetzt, der Altar wurde überhaupt von der damaligen Garnison des Kastells gestiftet). |           |
| Praefectus Numeri supervenientium Petueriensium, Deruentione | Derventione wird manchmal mit Derventio Brigantium (ein Kastell in Malton, North Yorkshire) und manchmal mit Papcastle in Cumbria gleichgesetzt. Ein weiteres Kastell dieses Namens stand in Little Chester in Derbyshire. Petueriensium dürfte sich auf die Stadt Petuaria (heute Brough-on-Humber) zu beziehen; es scheint jedoch keine feste Garnison beherbergt zu haben, sodass es unwahrscheinlich ist, dass die Soldaten von dort herstammten. Eine römische Inschrift, die in Papcastle geborgen wurde, konnte in das Jahr 242 datiert werden und bezieht sich auf einen C[U]NEUM FRISIONUM ABALLVENSIUM PHILIPP. Der PHILIPP-Teil wurde später eradiert, d. h. eine Einheit Friesen aus Burgh-by-Sands war irgendwann von Kaiser Philippus Arabs (244–249) ausgezeichnet worden. Dessen Name wurde aber, vermutlich nach seinem Sturz, offiziell ausgelöscht. Dieser Cuneus könnte etwas später durch den Numerus Maurorum Aurelianorum Valeriani Gallienice ersetzt worden sein. Für Britannien sind ansonsten nur zwei weitere Frieseneinheiten bekannt: - ein C(uneo) FRIS(iorum) VINOVIE(nsium) in Vonovia (Binchester) und - ein CUNEI FRISIORUM VER(covicianorum) SE(ve)R(iani) ALEXANDRIANI (), in Vercovicium (Housesteads). Die Bedeutung von Supervenientium ist unklar: supervenire bedeutet in etwa „die Außergewöhnlichen“; es lässt sich daher nichts konkretes über die Ursprünge oder sogar die Identität dieser Einheit sagen. Wie bei allen Limitanei-Einheiten in der Notitia wird das Schildzeichen des Numerus nicht dargestellt. |           |
| Tribunus Cohortis sextae Nerviorum, Virosido                 | Eine Infanterieeinheit der Hilfstruppen. Sein Kastell Virosido (Virosidum) stand im heutigen Brough Hill bei Bainbridge in der Grafschaft Yorkshire. eine Inschrift aus Bainbridge belegt, dass die Einheit spätestens seit dem frühen 3. Jahrhundert dort gelegen haben muss. Die Nervii waren ein belgischer Stamm, der im Norden Galliens beheimatet war. Die Kohorte bestand ursprünglich wohl aus Angehörigen dieser Gens. Siehe hierzu auch die Cohors III Nerviorum und die Numeri Nerviorum Dictensium. Neben diesen beiden Nervier-Kohorten sind auch - die Cohors I Nerviorum, - die Cohors II Nerviorum und - die Cohors IIII Nerviorum für Britannien belegt, obwohl sie in der Notitia nicht aufgelistet werden. Wie bei allen Limitanei-Einheiten wird das Schildzeichen der sechsten Kohorte in der Notitia nicht abgebildet. |           |
| Tribunus Cohortis tertiae Nerviorum, Alione                  | Eine weitere Infanterieeinheit der nervischen Hilfstruppen. Sie ist, abgesehen von Militärdiplomen, inschriftlich nur sehr schlecht belegt. Eine Inschrift aus Vindolanda trägt eine stark verwitterte Zeile, die sich (möglicherweise) auf diese Einheit bezieht. Der Standort ihres Kastells, Alione, ist ebenfalls unklar; entweder handelte es sich dabei um Alauna (Maryport) an der Küste von Cumbria , oder Alone, vielleicht Watercrook in der Nähe von Kendal. Die Inschriften aus Watercrook nennen aber nur Legionäre. Die meisten epigraphischen Beweise aus Maryport betreffen aber die Cohors I Aelia Hispanorum, und stammen aus dem 2. Jahrhundert. Eine beträchtliche Anzahl (fünf) anderer Inschriften bezieht sich auf die Cohors I Baetasiourum civium Romanum, während vier weitere die Cohors I Delmatorum (oder Dalmatorum) nennen, aber alle diese scheinen ebenfalls auf das 2. Jahrhundert zurückzugehen. Dementsprechend könnte die Cohors III Nerviorum erst im 3. Jahrhundert in Alione stationiert worden sein. Das Schildmuster der Kohorte wird in der Notitia nicht abgebildet. |           |

### Stanegate
| Einheit                                       | Bemerkung | Abbildung |
| --------------------------------------------- | --- | --------- |
| Tribunus Cohortis quartae Gallorum, Vindolana | Die Männer der teilberittenen, vierten gallische Kohorte. Sein Kastell Vindolana stand bei Chesterholm, die Cohors IIII Gallorum dürfte ab dem Beginn des 3. Jahrhunderts die Garnison der Festung gestellt zu haben. Nach einem vor Ort gefundenen Votivaltar zu urteilen, könnte das Emblem der Einheit ein Storch oder Kranich gewesen sein. Erhalten geblieben sind auch zwei Grabsteine, leider sind darauf keine Schildzeichen dargestellt. Die Cohors IIII Gallorum ist eine von vier dieser Kohorten, die für Britannien bekannt sind: - Cohors I Gallorum, - Cohors II Gallorum und - Cohors V Gallorum. Die Cohors IV ist aber die einzige, die in der Notitia explizit aufgelistet wird. Sie wird dort aber offenbar auch als Bestandteil der Armee des Dux Moesiae secundae (Ostreich) als Cohors quarta Gallorum in Ulucitra (in den Rhodopen gelegen) genannt; der Eintrag gibt jedoch ihren befehlshabenden Offizier nicht an. Es ist belegt, dass sie sich in der Mitte des 2. Jahrhunderts in Raetia befand und dann nach Castlehill am Antoninuswall verlegt wurde. Die Kohorte wurde ursprünglich irgendwo in Gallien rekrutiert, aus welcher Region ist unbekannt. Später reihte man wohl auch Rekruten aus anderen Provinzen ein, insbesondere aus dem Gebiet um Vindolanda. Eine 2006 entdeckte Inschrift lässt annehmen, dass gebürtige Gallier auch viel später noch in ihren Reihen standen. Diese Inschrift beschwört die Eintracht zwischen Galliern und Briten und wurde zwei Jahrhunderte nachdem die Einheit aufgestellt worden war, gestiftet. Wie bei allen Limitanei-Einheiten in der Notitia ist dort ihr Schildzeichen nicht dargestellt. Das oben erwähnte Vogelemblem könnte ein Teil davon gewesen sein. Interessanterweise scheint auch ein Bleisiegel ihrer Schwestereinheit, der Cohors V Gallorum, mit dem Aufdruck C VG, gefunden in South Shields (Arbeia), ein solches zu zeigen. |           |
| Eine unbekannte Einheit im Kastell Luguvallii | Laut der Notitia lag im Luguvallii (heute Carlisle, Grafschaft Cumbria) des späten 4. Jahrhunderts eine namentlich nicht bekannte Einheit der spätrömischen Grenztruppen. Da die Truppe noch in diesem spätantiken Dokument aufscheint, könnte sie bis zum endgültigen Abzug der römischen Armee dort gestanden haben. |           |

### Hadrianswall
| Einheit                                               | Bemerkung | Abbildung |
| ----------------------------------------------------- | --- | --------- |
| Tribunus cohortis quartae Lingonum, Segeduno          | Die Lingonen siedelten in Gallien, im Gebiet um das heutige Langres (Frankreich), damals die „Civitas Lingonum“ in der Provinz Lugdunensis I (Notitia Galliarum). Die Einheit wurde vermutlich ursprünglich dort ausgehoben. Weitere Einheiten dieser Volksgruppe waren die: - Cohors II Lingonum, ebenfalls am Wall stationiert, und den - Numerus Longovicanorum, ebenfalls ein Teil der Armee des Dux, die aber nicht in einem Kastell an der Mauer lagen. Bei dieser Truppe handelte es sich ursprünglich um eine Cohors equitata , d. h. eine teilberittene Hilfstruppeneinheit; ihr Kastell Segeduno (Segedunum) stand am östlichen Ende des Walls im heutigen Wallsend, County Tyneside. Da der in der Notitia angeführte kommandierende Offizier ein Tribun ist, der zu diesem Zeitpunkt im Rang niedriger stand als ein Präfekt (im Gegensatz zum Zeitalter des Prinzipats), könnte bedeuten, dass die lingonischen Reiter im späten 3. und frühen 4. Jahrhundert einer Kavallerieeinheit zugeteilt worden waren. Die Kohorte ist durch viele Inschriften vor Ort belegt. Einige bezeugen, dass sie zuerst von einem Zenturio der Legio II Augusta und dann von Präfekten kommandiert wurde. Eine Bauinschrift nennt sie als C IV LIN im Gegensatz zu C IIII LIN. Die Truppe könnte bis zur Auflösung der Provinzarmee im 5. Jahrhundert dort gestanden haben. Wie bei allen Limitanei-Einheiten in der Notitia wird ihr Schildzeichen dort nicht dargestellt. |           |
| Praefectus Cohortis primae Cornoviorum, Ponte Aeli    | Die Cornovier sind einzigartig unter den indigenen Einheiten, da sie im Gegensatz zu den übrigen britischen Kohorten in ihrer Heimat belassen wurden. Das Volk der Cornovier (Kornen) siedelte auf dem Gebiet der heutigen Grafschaften Cheshire und Shropshire, Nordwestengland. Ihre Metropole war Viroconium Cornoviorum (Wroxeter), nahe Shrewsbury. Sie ist die einzige bekannte britische Einheit, die an den Hadrianswall abkommandiert wurde. Wahrscheinlich stand sie bis zum Abzug der Römer im 5. Jahrhundert am Wall. |           |
| Praefectus Numeri Maurorum Aurelianorum, Aballaba     | Das Wallkastell befand sich im heutigen Burgh by Sands. Ein Numerus Maurorum Aurelianorum Valeriani Gallienique ist in Britannien seit 250 bezeugt. Interessanterweise nennt die Inschrift von 250 einen Trib(unus) Coh(ortis) als kommandierenden Offizier und keinen Präfekten wie später in der Notitia. Vielleicht operierte sie in den 250er Jahren noch als reine Infanterieeinheit oder auch als teilberittene Cohors-Equitata der Auxilia. Letzteres erscheint wahrscheinlicher, denn die Reiter der Equites scutarii Aureliaci unter den Comes Britanniarum (ursprünglich wohl aus der Civitas Aurelianensium, heute Orleans in Frankreich, stammend), könnten aus ihr hervorgegangen sein, was Ralf Scharf bestreitet. Wie bei allen Limitanei-Einheiten in der Notitia wird das Schildzeichen des Numerus nicht dargestellt. |           |
| Tribunus Cohortis secundae Lingonum, Congavata        | Die Identifizierung – oder sogar die Existenz – dieses Ortes war lange unsicher, bis er durch die Entdeckung der Staffordshire Moorlands-Pfanne im Jahr 2003 eindeutig mit dem heutigen Drumburgh („Coggabata“) gleichgesetzt werden konnte; die einzige bisher bekannte Bezeugung des antiken Ortes abgesehen vom Eintrag in der Notitia. Die zweite Kohorte der Lingonen, teilweise beritten, ist für verschiedene Garnisonen im Norden von England bezeugt, in Drumburgh konnte für sie aber keine epigraphischen Beweise gefunden. Nur zwei Inschriften nennen Legionäre, die dort offenbar für Reparaturarbeiten eingesetzt wurden. Die Einheit dürfte ursprünglich in Gallien rekrutiert worden sein; wo die Lingonen ursprünglich ansässig waren. Mittelpunkt ihres Territoriums war laut der Notitia Galliarum die Gegend um das heutige Langres („Civitas Lingonum“), die in der Provinz Lugdunensis I lag. Möglicherweise wurde sie im 2. Jahrhundert aus Britannien abgezogen. |           |
| Tribunus Cohortis primae Frixagorum, Vindobala        | Diese 500 Mann starke, vermutlich ebenfalls teilberittene Kohorte der Friesen wurde ursprünglich in Niedergermanien (Rheindelta) aufgestellt; ob sie mit den heutigen Friesen direkt verwandt sind, wird noch kontrovers diskutiert. Es wird vermutet, dass sie mit den Truppen des Statthalters Petilius Cerealis im Jahr 71 nach Britannien verlegt wurde. Sie wird auch auf einem diploma (cohors I Frisiavonum) und einer Altarinschrift aus Carrawburgh (Brocolitia) erwähnt. Zwei ihrer Befehlshaber, die Hilfstruppenpräfekten Publius Aelius Titullus und Tiberius Claudius Decimus Cornelius Antonius, sind auch namentlich bekannt, aber leider nicht die ihrer Einheiten (es werden nur Legionäre erwähnt: die Legio VI und Kohorten anderer, noch nicht identifizierter Legionen). Daher ist nicht bekannt, wann die Einheit zum ersten Mal ihre Garnison bezog. Decimus ließ auch den Mithrastempel in Vindobala renovieren. In der Notitia dignitatum ist für das Vindobala des 4. Jahrhunderts auch der Rang ihres befehlshabenden Offiziers, ein Tribunus, überliefert. Zu dieser Zeit zählte die Einheit schon zu den Limitanei. Da die Truppe noch in diesem spätantiken Dokument erscheint, könnte sie bis zur Auflösung der Provinzarmee im 5. Jahrhundert dort gestanden haben. Für Britannien sind noch drei weitere friesische Einheiten bezeugt: - C[.]NEUM FRISIONUM ABALLAVENSIUM, eine Altarinschrift von 242 aus Papcastle (Derventio) nennt „die Formation der Friesen aus Aballava“, die vermutlich irgendwann im Wallkastell Aballava (Burgh-by-Sands) stationiert waren. - C(uneus) FRIS(iorum) VINOVIE(nsium), ein Altar aus Binchester (Vinovia) nennt „die Formation der Friesen aus Vinovia“. - CUNEI FRISIORUM VER (covicianorum), ein Altar, aus Housesteads (Vercovicium) erwähnt „die Formation der Friesen aus Vercovicium“. Letztere ist besonders bemerkenswert, da die Stifter CIVES TUIHANTI waren, d. h. Bürger der heutigen niederländischen Stadt Twente. Da alle drei dieser Einheiten als cunei bezeichnet werden, müssen sie zur Kavallerie gezählt haben und sind daher wohl nicht unbedingt als Vexillationen der spätrömischen cohors I Frixagorum anzusehen, da diese nur mehr aus Infanteristen bestand. Ursprünglich könnten sie drei alle dennoch aus derselben Kohorte des 1. Jahrhunderts hervorgegangen sein, mit den wechselnden Standorten änderten sich wahrscheinlich auch ihre Namen. |           |
| Tribunus Cohortis prima (secundae) Asturum, Aesica    | Das Wallkastell stand beim heutigen Great Chesters. Die teilberittene Kohorte war spätestens seit 184 am Hadrianswall stationiert. Sie rekrutierte sich ursprünglich aus einem keltischen Stamm der Asturer, der in Nordspanien sein Siedlungsgebiet hatte. Möglicherweise lag die Truppe vorher in Llano in Wales (Bremia). Ihre dortige Anwesenheit ist durch eine Bauinschrift bezeugt. Sie berichtet, dass ihre Soldaten im 3. Jahrhundert maßgeblich am Wiederaufbau der Getreidespeicher der Festung, unter dem Kommando des Legionszenturio Valerius Martialis (welche Legion ist unbekannt), beteiligt waren. In der Notitia wird sie allerdings mit der Ordnungsnummer I angegeben, wahrscheinlich ein Abschreibfehler der mittelalterlichen Kopisten. Da die Truppe noch in diesem spätantiken Dokument aufscheint, könnte sie bis zum endgültigen Abzug der römischen Armee vom Hadrianswall im 5. Jahrhundert hier gestanden haben. |           |
| Tribunus Cohortis primae Batavorum, Procolitia        | Die Soldaten dieser Truppe stammten ursprünglich vom Niederrhein. Ihr Siedlungsgebiet befand sich um die heutigen Städte Rotterdam, Sleidrecht, Geldermalsen und Tiel, alle in den heutigen Niederlanden. Für Britannien ist sie seit 122 n. Chr. nachweisbar. Aus der Notitia ist für das Procolitia des 4. Jahrhunderts der Rang ihres befehlshabenden Offiziers bekannt. Da die Truppe in diesem spätantiken Dokument aufscheint, könnte sie bis zur Auflösung der römisch-britannischen Armee dort gestanden haben. |           |
| Tribunus Cohortis primae Tungrorum, Borcovicio        | Das Wallkastell, auch bekannt unter Vercovicium, stand beim heutigen Housesteads. In den vorangegangenen Jahrhunderten wurde sie in der britischen Provinzarmee noch als cohors milliaria geführt. In der Armee des Comes Illyrici scheint eine Gardeeinheit der Tungri auf. Es könnte daher sein, dass diese dort zu palatinae befördert wurden. Die Tungri wurden wohl nach ihrem Abmarsch aus Britannien, zuerst in die Italienarmee des Magister peditum eingereiht und später in die neu aufgestellte illyrische Feldarmee versetzt. Bemerkenswert ist nebenbei noch, dass die Tongrecani seniores, einer der legiones palatinae der Italienarmee (deren Name wohl den gleichen Ursprung hat), auch ein ähnliches Schildmuster aufweist. |           |
| Tribunus Cohortis secundae Dalmatarum, Magnis         | Diese Kohorte ist die einzige dalmatinische Hilfstruppeninfanterie, die in der Notitia verzeichnet ist, obwohl die Existenz von zwei anderen dieser Einheiten für Britannien epigraphisch belegt ist (die Cohors I Delmatae und Cohors IIII Delmatae; diese scheint die Insel zwischen 117 und 127 jedoch wieder verlassen zu haben). Die bezughabenden Militärdiplome bezeichnen die Einheit generell als Cohors II Delmatarum, gelegentlich aber auch als „Dalmatarum“. Ihr Kastell stand nahe dem Wall im heutigen Carvoran, diese Platzierung ist allerdings ungewöhnlich – die meisten Wallkastelle waren baulich mit der Mauer verbunden. Ein Altar, der dort gefunden wurde und von einem Imaginifer der Einheit gestiftet wurde, bestätigt ihre Anwesenheit. Die Infanteriekohorte wurde vermutlich ursprünglich im illyrischen Dalmatien rekrutiert, obwohl unklar ist, inwieweit sie im Laufe der Jahre durch Soldaten aus der nordbritischen Region ergänzt wurden. Schriftquellen anderer Einheiten belegen aber, dass diese über die Jahrhunderte gezielt (wenn nicht ausschließlich) aus ihrem Stammland rekrutiert wurden. |           |
| Praefectus Cohortis primae Aeliae Dacorum, Amboglanna | Diese Kohorte ist wohl die schriftlich am häufigsten bezeugte Hilfstruppeneinheit in Britannien. Es handelte sich um eine cohors milliaria, d. h. eine über 1000 Mann zählende Truppe. Beim Kastell Amboglanna (lt. Notitia) scheint es sich um Camboglanna zu handeln, heute der Ort Castlesteads in Cumbria. Die epigraphischen Aufzeichnungen über diese Einheit umfassen 20 Inschriften plus der 3 aus dem Norden, stammen alle aus dem frühen 2. Jahrhundert. Das fehlende „c“ in Camboglanna findet sich auch im Notitia-Eintrag der cohortis secundae Tungrorum. Eine der interessanteren Inschriften stammt aus dem Kastell Birdoswald, in der die Einheit den Titel Tetricianorum führt, was ihre besondere Loyalität gegenüber einem Kaiser des Gallischen Sonderreichs (Tetricius (271–273/4) herausstreicht; auch in anderen Inschriften) wird dieser Ehrenname, in Bezug auf den gallischen Kaiser Postumus (259/260–268) angeführt. Da die Einheit erstmals unter Hadrian (117–138) bezeugt ist, bezieht sich der Beinamen Aelia wohl auch auf diesen Herrscher, der Zusatz Dacorum bezieht sich auf die Provinz Dacia (heute Rumänien), in der die Einheit ursprünglich rekrutiert wurde. Nach zwei anderen Inschriften zu urteilen, wurde die Falx als Einheitssymbol verwendet. |           |
| Tribunus Cohortis primae Hispanorum, Axeloduno        | Diese Einheit wurde ursprünglich in Spanien ausgehoben. Laut Notitia war sie im 4. Jahrhundert unter dem Befehl eines Tribunen in „Axeloduno“ stationiert. Die Mehrheit der Forscher identifiziert Axeludono allerdings mit dem Lager in Stannwix. Entweder teilte sich diese Einheit zu dieser Zeit das Kastell mit der ala Petriana, die laut Notitia aber in Petrianis gestanden haben soll, oder den Kopisten war bei der Abschrift der Notitia ein Fehler unterlaufen und die Spanierkohorte war in einem anderen Lager stationiert, vielleicht Maia (Bowness-on-Solway). Bei den Römern war es jedoch nicht unüblich, dass Kastelle nach ihren Garnisonseinheiten benannt wurden (zum Beispiel: Quintanis oder Legio). Die Reiter der ala Petriana konnten nach vorherrschender Meinung nur in Stanwix, das für eine 1000 Mann starke Truppe groß genug war, gestanden haben. Diesbezügliche Inschriften aus Nordbritannien sind für das 2. Jahrhundert aus Alauna (heute Maryport, in der Notitia „Ailione“) und für das 3. Jahrhundert aus Castra Exploratorum (Netherby), einem Vorposten nördlich des Walls (in der Notitia nicht mehr angeführt) bekannt. Epigraphische Beweise für ihre Anwesenheit in Stanwix fehlen bislang. |           |

### Küstenschutz West-Cumbria
| Einheit                                              | Bemerkung | Abbildung |
| ---------------------------------------------------- | --- | --------- |
| Praefectus Cohortis secundae Thracum, Gabrosenti     | Die zweite teilberittene Kohorte der Thraker wurde aus wohl aus verschiedenen Stämmen aus der Provinz Thracia rekrutiert, die an den Küsten der Ægäis, dem Schwarzen Meer und in den Regionen des südlichen Bulgariens, Ostmakedonien und westlich des Bosporous ansässig waren. Laut der Notitia Dignitatum war die Einheit im späten 4. Jahrhundert in Moresby stationiert und wurde in dieser Zeit von einem Tribun befehligt. Weitere epigraphische Hinweise für ihre Anwesenheit in Moresby finden auch auf einem Altar für Iupiter (gestiftet vom Präfekten Mamius Nepos), einer Bauinschrift und einem Grabstein des Soldaten Smertrius, Sohn des Macer. Da die Einheit noch in der Notitia erwähnt wird, könnte sie bis zur Auflösung der Provinzarmee im frühen 5. Jahrhundert hier gelegen haben. Neben Militärdiplomen, die die Einheit als Cohors II Thracum equitata angeben, hat die Einheit nur wenige epigraphische Beweise in Bezug auf Britannien hinterlassen. Das meiste davon stammt aus Moresby, aber eine diesbezügliche Inschrift fand sich noch in Mumrills, dem größten Lager am Antoninuswall, laut dem ein dort verstorbener Soldat dieser Einheit ein gebürtiger Brigantier und somit ein indigener Brite war. Dies steht im Gegensatz zu vielen anderen Soldaten, deren ethnische Zugehörigkeit auf romano-britischen Inschriften angegeben ist und bei denen dies meistens aber nicht der Fall war. Auch die Cohors I, VI und VII Thracum sind für Britannien in epigraphischen Quellen bezeugt, aber nicht mehr in der Notitia zu finden; zumindest nicht im britischen Abschnitt. - Die Cohors I miliaria Thracum plus der Cohors I Thracocum [sic] in der Armee des Dux Arabiae (Ostreich), - die Cohors I Thracum civium romanorum unter dem Dux Pannoniae secundae ripariensis et Saviae (Westreich), - sowie eine Cohors II Thracum unter dem Comes limitis Aegypti (Ostreich).                    |           |
| Tribunus Cohortis primae Aeliae classicae, Tunnocelo | Die erste aelische Kohorte der Flotte scheint dem Namen nach eine Marineinfanterieeinheit gewesen zu sein. Ihr befehlshabender Offizier, ein Tribunus, steht im Gegensatz zu den Präfekten die für gewöhnlich das Kommando über die in der Notitia aufscheinenden Marineeinheiten hatten. Die Kohorte in Tunnocelo dürfte jedoch in Wahrheit zu den Auxiliares gezählt zu haben. Diese erhielt vermutlich zur Zeit von Kaiser Publius Aelius Hadrianus (117–138) ihren Ehrennamen, der zu dieser Zeit mit Abstand am häufigsten verliehen wurde. Der Standort ihres Kastells, Tunnocelo, ist bislang nicht genau bekannt, man vermutet es in der Grafschaft Cumbria, Flur Calder Bridge, etwas nordöstlich von Ravenglass. Eine Inschrift, CIAECL (für cohors I Aelia classicae) auf einem dort gefundenen Bleisiegelstempel wäre ein vager Hinweis dafür. Die Einheit scheint auch in einem Militärdiplom aus dem Wallkastell Cilurnum (Chesters, Northumberland) auf. Da es sich jedoch nur auf einen Veteranen dieser Einheit bezieht, taugt es nicht als absolut sicherer Beweis für die Anwesenheit dieser Einheit am Hadrianswall. Interessanterweise wird in einem Militärdiplom die Einheit als cohors equitata und einer der Soldaten als equites bezeichnet, im Kastell von Ravenglass konnten aber bisher keine Stallungen nachgewiesen werden. Der Text dieses Diploms weist darauf hin, dass ein gewisser Caedicius als Reiter (ex equite) gedient hatte. Demnach war sie zu dieser Zeit eine cohors equitata, eine teilberittene Kohorte die rund 120 Kavalleristen in ihren Reihen hatte. Dies stützt dann die Hypothese, dass Ravenglass nicht Tunnocelo sein kann. Andererseits bezeugt eine Münze aus der Zeit von Theodosius I. (379–394), die man in der Nähe des Kastells von Ravenglass gefunden hat, dass sein Areal bis zum letzten Viertel des 4. Jahrhunderts besiedelt war.                                  |           |
| Tribunus Cohortis primae Morinorum, Glannibanta      | Die erste Kohorte der Moriner war laut Eintrag in der Notitia Dignitatum im 4. Jahrhundert dort stationiert. Sie bestand nominell aus fünfhundert Soldaten, die ursprünglich vom keltischen Stamm der Moriner rekrutiert wurden. Letztere siedelten in der Küstenregion der Provinz Belgica, zu der u. a. auch der bedeutende See- und Kriegshafen von Gesoriacum (Boulogne) gehörte. Da die Moriner noch in diesem spätantiken Dokument aufscheinen, könnten sie bis zur Auflösung der Provinzarmee im frühen 5. Jahrhundert dort gestanden haben. Die geografische Zuordnung dieses Ortsnamens ist allerdings unklar und noch immer Thema kontroverser wissenschaftlicher Debatten. Die Militärstationen in der Notitia werden nicht in ihrer geografischen Reihenfolge aufgelistet, daher ist sie für die Identifizierung römischer Orte weniger nützlich. Einige Forscher nehmen an, dass es sich dabei auch um das Kastell Tunnocellum gehandelt haben könnte. |           |
| Praefectus Numeri Pacensium, Magis                   | Der Standort dieses Numerus ist bislang nicht zweifelsfrei lokalisiert worden, wird aber in Forscherkreisen mehrheitlich als das Kastell in Burrow Walls angesehen. Der Stamm der Pacensis, aus der sich diese Truppe ursprünglich rekrutierte, siedelte im Süden der römischen Provinz Lusitania, Portugal, ihre Metropole war die Colonia Civitas Pacensis (heute Beja), gelegen in der Region um die Hauptstadt Lissabon (Olisipo). Ein Numerus der römischen Armee zählte zu den Hilfstruppen, umfasste in der Regel 200 bis 300 Mann und wurde meist unter dem Kommando römischer Offiziere in den Grenzregionen eingesetzt. Da sie noch in diesem spätantiken Dokument aufscheint, könnte sie bis zur Auflösung der Provinzarmee im frühen 5. Jahrhundert dort gestanden haben. In Burrow Walls konnten nur ein paar römische Inschriften gefunden werden, sie enthüllten jedoch keine Details über die Identität seiner Garnison. Der Numerus Pacensium teilt seinen Namen mit den Milites Pacenses unter dem Dux Mogontiacensis, stationiert in Saletione (Saletio, heute Seltz im Elsass). Angesichts der Tatsache, dass beide Einheiten von Präfekten befehligt wurden und dass die elsässische Einheit aus Infanteristen bestand (Milites), gingen beide Einheiten höchstwahrscheinlich aus einer Vexillation der Legio I Flavia Pacis hervor, eine Legio comitatenses die als Primani der Armee des Comes Africae zugeteilt war. Der Numerus könnte letztendlich zur Gänze in der Colonia Civitas Pacensis rekrutiert worden sein. Der Name Primani ist suggestiv angesichts der Primani iuniores unter den Kommando des Comes Britanniarum, die möglicherweise als Numerus Pacensium später dem Dux entzogen und in die britische Feldarmee eingereiht wurden. Wie bei allen Limitanei in der Notitia ist das Schildzeichen des Numerus Pacensium dort nicht dargestellt. Sehr wohl aber das der Legio Prima Flavia Pacis. |           |